# August Lönnecker

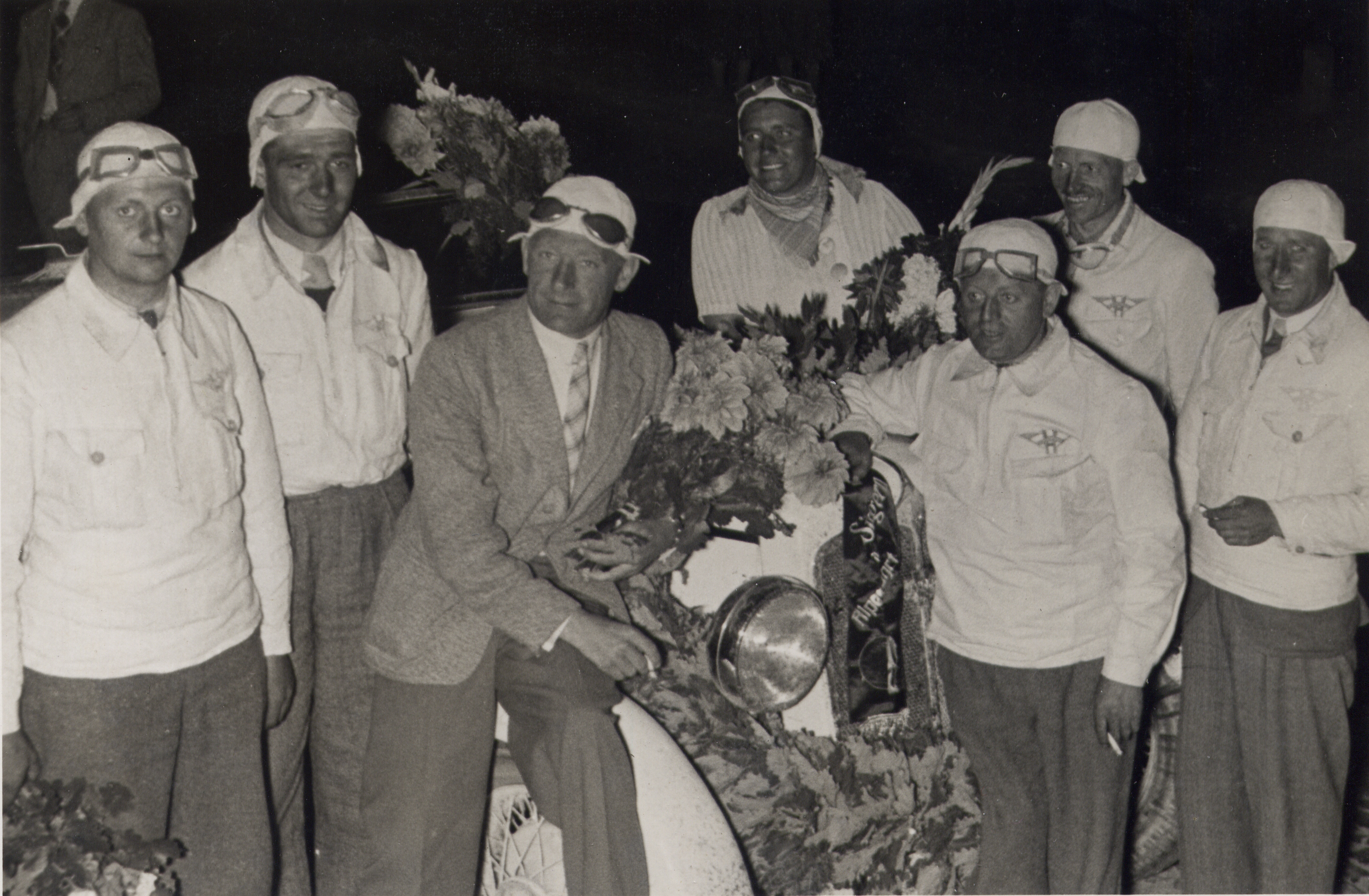
Sieger der Alpenfahrt 1938, mit Huschke von Hanstein und Lönnecker (2. v. li.)

Georg Friedrich August Lönnecker (* 2. April 1905 in Afferde, Provinz Hannover; † 6. Januar 1981 in Hannover) war ein deutscher Kraftwagenmechaniker.

## Leben
Als Sohn eines Eisenbahnbeamten besuchte August Lönnecker von 1911 bis 1919 die Schule in Afferde und Hameln. Für den Gymnasialbesuch und das angestrebte Studium der Evangelischen Theologie fehlten der Familie die Mittel. Er war in der Jugendbewegung engagiert und unternahm Wanderfahrten durch ganz Norddeutschland, ins Baltikum und nach Skandinavien. Als begabter Zeichner fertigte er ein Deckblatt für Der Zupfgeigenhansl. 
Von 1919 bis 1922 machte er eine Lehre als Schlosser und Kraftwagenmechaniker bei der Selve Automobilwerke AG in Hameln. Dort blieb er bis 1928 als Schlosser, Kraftwagenmechaniker und -führer; unter anderem war er Einfahrer der Fahrgestelle. 1929 wechselte er zur Robert Bosch GmbH in Stuttgart. 1930 kehrte er als Kraftwagenführer bei Edeka nach Hameln zurück. Am 4. Juli 1931 heiratete er Elfriede Bitter (1910–1996). Aus der Ehe gingen zwei Söhne hervor.
1932 wechselte er als Kraftwagenschlosser und -mechaniker in Hameln zu Bosch. 1933 schloss er sich dem Nationalsozialistischen Kraftfahrkorps (NSKK), Motor-Bereitschaft Niedersachsen, an. Von 1936 bis 1952 war er Kraftwagenschlosser, -mechaniker und -fahrer bei der Hanomag in Hannover. Dort war er tätig in der Sport-, dann in der Versuchsabteilung unter Karl Haeberle. Von 1936 bis zum Kriegsausbruch war er zugleich Hörer an der Technischen Hochschule Hannover im Fach Maschinen-/Kraftfahrzeugbau. Kriegsbedingt machte er keinen Ingenieur-Abschluss.

### Während des Zweiten Weltkriegs
Lönnecker war nach Kriegsbeginn 1939 unabkömmlich (uk) gestellt und wurde nicht zur Wehrmacht eingezogen. Während der Luftangriffe auf Hannover war er NSKK-Kradmelder. Als Spezialist für Achsen, Räder, Radaufhängung und Kettenantriebe beteiligte er sich bei der Hanomag an der Entwicklung von Einheits-PKW der Wehrmacht, Zugkraftwagen SS 100 LN, Schützenpanzerwagen Sd.Kfz. 251, Panzerkampfwagen V Panther und Jagdpanzer V. Ab 1940 war er Prüfungs- und Übungsleiter für Panzerfahrwerke auf Truppenübungsplätzen im ganzen Deutschen Reich. 1944 testete er Panzer in Pommern. 1945 gehörte er dem Volkssturm in Hannover an. Unmittelbar nach Kriegsende versuchte John Deere ihn anzuwerben. Ausweis und Staatsbürgerschaft der Vereinigten Staaten waren beim ersten Kontakt bereits genehmigt; es fehlten nur Lönneckers Passbild und Unterschrift. Dass er der Einladung nicht folgte, lag wohl an Lazar Schargorodsky (1882–1967). Der hatte 1928 den Dieselmotor zu Hanomag gebracht und als (jüdischer) Motorenchefkonstrukteur das Dritte Reich schadlos überstanden. Er lehnte 1945 das amerikanische Angebot ebenfalls ab und blieb bis 1948 bei der Hanomag.

### Nachkriegszeit
Lönnecker baute nach 1945 eine Kraftfahrzeugwerkstatt auf und konstruierte Seifenkisten, mit denen sein Sohn Helmut Lönnecker (1940–1961) zahlreiche Preise auf Stadt- und Landesebene gewann. Nachdem er 1951 die Fahrlehrerprüfung bestanden hatte, gründete er 1952 eine eigene Firma. Er trat 1975 in den Ruhestand, blieb aber bis zu seinem Tode Fahrlehrer. Als begeisterter Porsche 356-Fahrer war er Mitglied des Hannoverschen Motorsport-Clubs. Für den Technischen Überwachungsverein Hannover und den ADAC war er Gutachter und Sachverständiger.
Ein Enkel war der Historiker Harald Lönnecker.

## Automobilsport
Lönnecker organisierte Fahrten- und Leistungsprüfungen des NSKK sowie Rallyes in Niedersachsen, Norddeutschland und Ostpreußen.

### Wettfahrten
- Drei-Tage-Mittelgebirgsfahrt 1937, Beifahrer von Haeberle
- Deutsche Alpenfahrt 1938, Beifahrer von Fritz Huschke von Hanstein[3]
- Polenfahrt 1938, Beifahrer von Haeberle
- Finnlandfahrt 1939, Betreuungsleiter von Haeberles HANOMAG-Rennwagen
- seit 1950 zahlreiche Fern- und Preisfahrten, u. a. nach Italien
- mehrfacher Gewinn der niedersächsischen Amateur-Touren-Meisterschaft

### Beteiligung an Weltrekorden
Lönnecker war Betreuungsleiter des Hanomag-Diesel-Rennwagens. Mit ihm stellte Haeberle am 8. Februar 1939 auf der Rennstrecke Dessau vier Weltrekorde auf:
- 5 km fliegender Start 155,940 km/h
- 5 Meilen fliegender Start 155,550 km/h
- 1 km stehender Start 86,870 km/h
- 1 Meile stehender Start 98,481 km/h

### Ehrungen
- Goldene ADAC-Ehrennadel
- Träger zahlreicher Auszeichnungen des Kraftfahrzeugsports